# Patata di Castelnuovo Scrivia
La patata di Castelnuovo Scrivia è una varietà di patata coltivata principalmente nelle zone alessandrine del Castelnovese e Castellazzese, avendo come epicentro di produzione Castelnuovo Scrivia, con Molino dei Torti, Guazzora, Isola Sant'Antonio, Sale e Alluvioni Cambiò.
La coltivazione della patata nella bassa Valle Scrivia risale  a tempi remoti ed è stata documentata da studi storici locali.

Attualmente la produzione di questo tubero si aggira sui 400.000 quintali annui.

## Caratteristiche
- forma = rotondeggiante, ovale
- buccia = liscia, giallastra
- polpa = bianca giallastra

## Utilizzo
L'utilizzo è il più disparato, dalla preparazione degli gnocchi alla purea, al consumo fresco, lesso o fritto.